# An Shigao
An Shigao (chino: 安世高) (en el sistema de transcripción Wade-Giles, An Shih-kao) (148-180 a. C.)  fue un príncipe de Partia, apodado el "Marqués de Parthia", quien renunció a su trono real en Partia para convertirse en un monje misionero budista en China.
El prefijo An en el nombre An Shigao es una abreviación de Anxi, el nombre chino que se le daba a las regiones gobernadas por los arsácidos. La mayoría de los habitantes de dicha región que adoptaban un nombre chino anteponían el prefijo An para indicar su origen Anxi.
En año 148, An Shigao llega a la China a Luoyang, capital de la dinastía Han donde realiza numerosas traducciones de textos budistas indios y atrae a una comunidad de seguidores devotos. Se conocen más de una docena de obras de An Shigao, incluidos textos que tratan sobre la meditación, abhidharma, y doctrinas básicas budistas. El conjunto de obras de An Shigao no contiene ninguna escritura Mahāyāna, aunque él es por lo general citado como un "bodhisattva" en las fuentes antiguas chinas. Los estudios académicos de sus traducciones han demostrado que las mismas se encuentran muy relacionadas con la escuela Sarvāstivāda. 
An Shigao es el primer traductor budista en ser nombrado en registros chinos. Otro traductor Anxi, un hombre del pueblo llamado An Xuan, trabajo en Luoyang (junto con Yan Fotiao un colaborador chino) poco después de la época de An Shigao, realizando una traducción de un escrito Mahāyāna, el Ugraparipṛcchā-sūtra (en chino, el Fajing jing, Taishō no. 322) c. 181 a. C..